# جيوفري أنسون
جيوفري أنسون (8 أكتوبر 1922 في المملكة المتحدة - 4 ديسمبر 1977 في المملكة المتحدة) (بالإنجليزية: Geoffrey Anson)‏ هو لاعب كريكت بريطاني وبريطاني (وحمل سابقاً جنسية المملكة المتحدة لبريطانيا العظمى وأيرلندا). لعب مع Kent County Cricket Club ‏ ونادي جامعة كامبريدج للكريكيت ‏.

## وصلات خارجية
- جيوفري أنسون على موقع إي آس بي آن كريك إنفو (الإنجليزية)